# Žabar
Pour les articles homonymes, voir Zabar.
Žabar (en serbe cyrillique : Жабар) est un village de Serbie situé sur le territoire de la ville de Šabac, district de Mačva. Au recensement de 2011, il comptait 552 habitants.

## Démographie

### Évolution historique de la population
| 1948 | 1953 | 1961 | 1971 | 1981 | 1991 | 2002 | 2011 |
| ---- | ---- | ---- | ---- | ---- | ---- | ---- | ---- |
| 812  | 852  | 840  | 769  | 759  | 756  | 683  | 552  |

|  |